# リウス
リウス（Rius 本名：Eduardo Humberto del Río García、1934年6月20日 - 2017年8月8日）は、メキシコのイラストレーター、漫画家。

## 略歴
メキシコのミチョアカン州サモラに生まれる。1955年、漫画家としてデビューを果たす。それ以降、Supermachos やAgachados　などの個人編集の漫画誌を刊行するとともに、メキシコの主要誌で政治的な漫画を手がけ、知名度を上げる。1966年、『初心者のためのキューバ』(Cuba para Principiantes)が刊行され、アメリカや日本を含め世界中で読まれているフォー・ビギナーズ・シリーズのさきがけとなる。1970年、イギリスの Writers & Readers Publishing Cooperative 社より、この本は『キューバ・フォー・ビギナーズ』(Cuba For Beginners)として英訳され、世界に知れ渡る。1975年には、『初心者のためのマルクス』(Marx para Principiantes)を手がける。その他、100を超える著作を発表している。
漫画という方法で数多くの分かりやすい入門書（独学書）を作成したため、メキシコの評論家カルロス・モンシバイスは、「メキシコには公教育省、テレビサ、そしてリウスという3大教育者がいる」と指摘している。
リウスは基本的に無神論的な反体制派と言ってよい。カトリック、あるいはメキシコの制度的革命党や国民行動党など既存の体制に一貫して批判的である。1968年の学生運動の際、当時の大統領を皮肉った彼のイラストは様々な形で使われた。そのため、1969年1月には誘拐されたが、元大統領ラサロ・カルデナスの介入で、銃殺を免れた。帝国主義（アメリカ合衆国やイスラエル）や新自由主義、大量消費文化などには非常に批判的だった。最初はキューバ革命や社会主義に好意的であったが、ペレストロイカ以降は、カストロ独裁体制に関しては批判的となった。
日本では、1980年にリウスの著作の日本語版である『フォー・ビギナーズ・シリーズ』として、マルクス、毛沢東の伝記漫画が現代書館より出版されている。晶文社から『リウスの現代思想学校』としてフェミニズム、資本主義、チェ・ゲバラに関する著作が出版され、第三書館より『リウスのパレスチナ問題入門』と『ニカラグア問題入門』が出版されている。1980年代末に来日経験もあり、Pobrecito Japón（『貧しい／かわいそうな日本』）で、バブル時代の日本のせわしなさなどを皮肉っている。

## 著作
日本語訳された著作の一部
- フォー・ビギナーズ・シリーズ マルクス  小阪修平 翻訳　現代書館 ISBN 4-7684-0003-5
- フォー・ビギナーズ・シリーズ 毛沢東 戸田徹 翻訳　現代書館 ISBN 4-7684-0006-X
- リウスのニカラグア問題入門 小林致広・井上亜木 翻訳 第三書館 ISBN 978-4807488032
- リウスのパレスチナ問題入門 山崎カヲル 編訳 第三書館 ISBN 978-4807401185
- リウスの現代思想学校－フェミニズム 西沢茂子・山崎満喜子 翻訳 晶文社 ISBN 978-4794919915
- リウスの現代思想学校－資本主義て何だろうか 山崎カヲル 翻訳 晶文社 ISBN 4-7949-2023-7
- リウスの現代思想学校－チェ・ゲバラ 西沢茂子・山崎満喜子 翻訳 晶文社 ISBN 4-7949-1255-2